# Антисоціалістичний закон

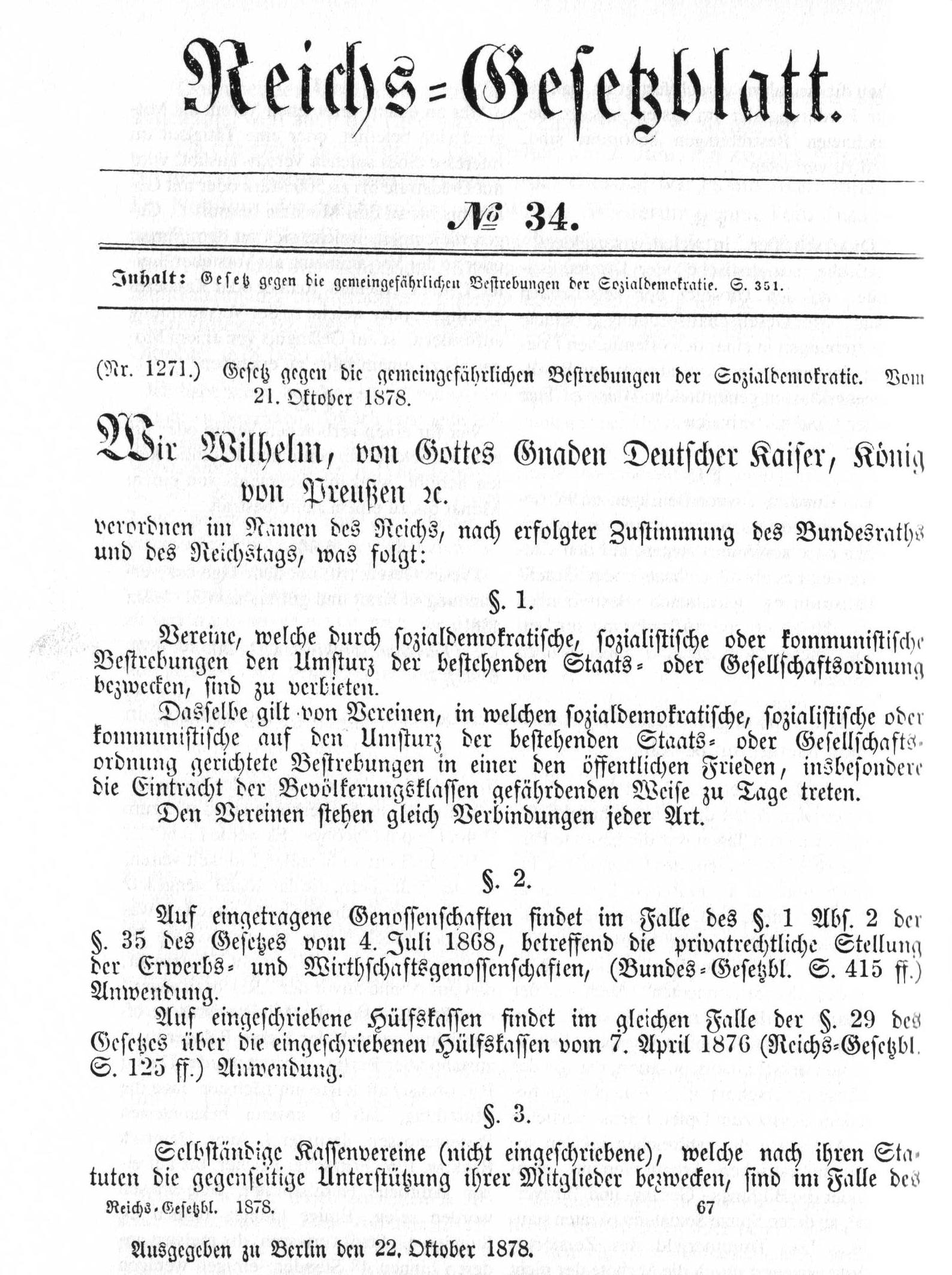
Імперське видання законів з текстом Закону про боротьбу з небезпечними видами діяльності соціал-демократів.

Закон про боротьбу з небезпечними видами соціал-демократії, або антисоціалістичний закон (нім. Gesetz gegen die gemeingefährlichen Bestrebungen der Sozialdemokratie; скорочено: нім. Sozialistengesetz); через регулярні доповнення також часто називають в множині — ухвалений 19 жовтня 1878 р. більшістю з консервативних і ліберальних депутатів Рейхстагу Німецької імперії. Через два дні, 21 жовтня, затверджений Бундесратом. Одразу після підписання кайзером Вільгельмом I (Наслідний принц Фредерік був підписаний від його імені) закон був оприлюднений та набрав чинності 22 жовтня 1878 р.  та залишався чинним з доповненнями до 30 вересня 1890 р.
Закон заборонив соціалістичні і соціал-демократичні організації та їх діяльність у Німецькій імперії. Ця заборона означала і заборону відповідних партій. 
Ідеологічно орієнтовані політики могли обиратись лише як самостійні кандидати, до того ж, їхні виборчі кампанії зазнавали великих перешкод з боку влади. Будучи обраними, вони створювали соціалістичні партії в Рейхстазі та деяких законодавчих органах федеральних земель, однак вони не мали жодного права вести свою діяльність за межами парламенту.